# São José de Ribamar
São José de Ribamar là một đô thị thuộc bang Maranhão, Brasil. Đô thị này có diện tích 386,282 km², dân số năm 2007 là 116309 người, mật độ 301,1 người/km².